# Aron Levi Lamm
Aron Levi Lamm, född 14 mars 1780 i Köpenhamn, död 6 juli 1852 i Stockholm, var en svensk affärsman.
Aron Levi Lamm tillhörde den judiska släkten Lamm och var son till Levin Lamm. Han var från 1788 bosatt i Sverige och gick i kattuntryckarlära hos sin far i Norrköping, och blev mästare där 1800. 1804 erhöll han skyddsbrev på att bedriva grosshandel i Stockholm och Kunglig Majestäts resolution på att driva kattuntryckeri. 1806 startade han en klädesfabrik med färgeri och överskäreriverk. Under firmanamnet A. L. Lamm & co. startade han tillsammans med brodern Salomon Ludvig Lamm en firma för tillverkning av linne- och bomullsvaror. Lamm erhöll 1827 medborgerliga rättigheter, något då ganska ovanligt för judar i Sverige. Han var 1804–1852 föreståndare för Stockholms mosaiska församling, och intog där i rituella frågor en konservativ ståndpunkt och motarbetade reformer inom religionen. Han kämpade energiskt för att judarna skulle erhålla fullständiga medborgerliga rättigheter och deltog i förarbetena till den 1838 utfärdade förordning, som efter långvariga debatter gav judar samma rättigheter som lutherska trosbekännare i Sverige. Utfärdandet av förordningen väckte kritik och orsakade kravaller i Stockholm, bland annat utsattes Lamms hus vid Västerlånggatan för stenkastning och flera fönsterrutor krossades.